# 西朝鲜湾

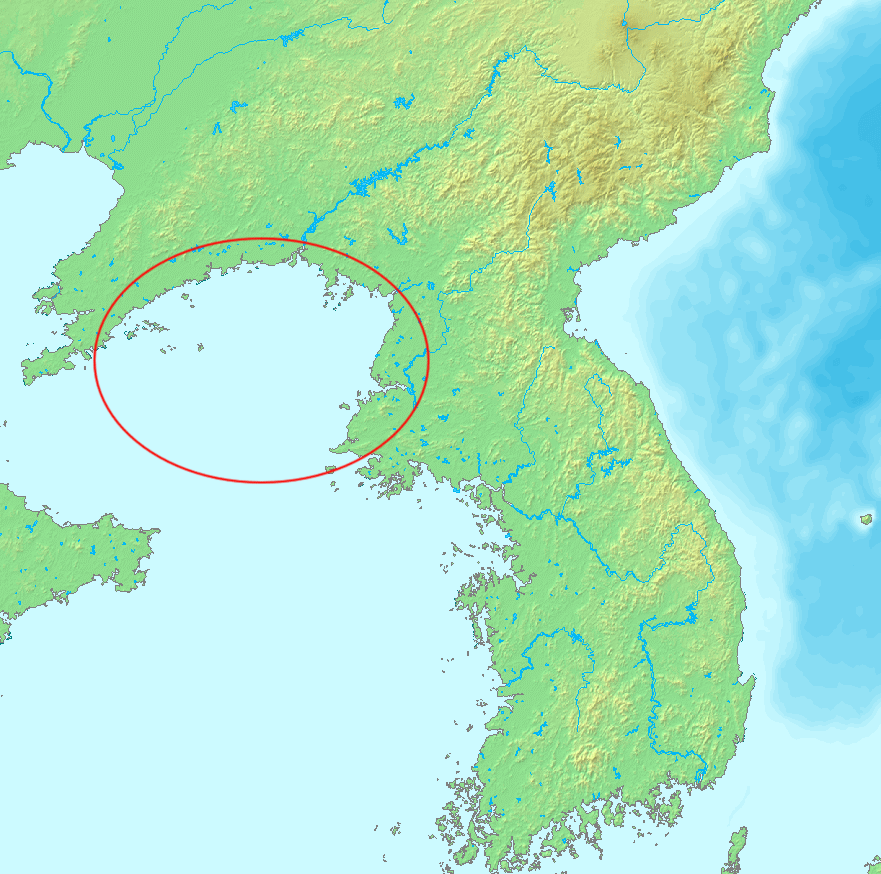
西朝鮮湾位置

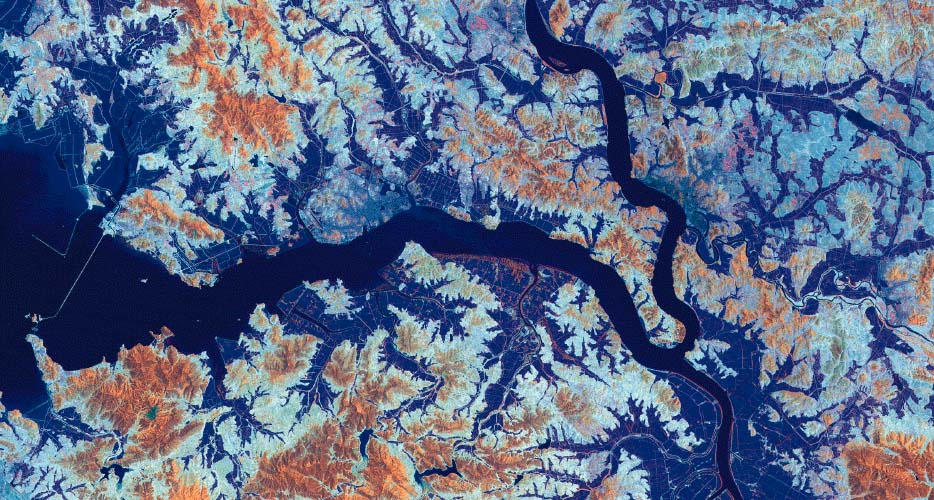
太空中俯瞰西朝鲜湾

西朝鲜湾（朝鲜语：／ Sŏjosŏn man */?），韓國称西韓灣（：／ Seohan man */?），是一个在黄海北部的海湾，位于中国辽宁省和朝鮮民主主義人民共和國黄海南道之间，与渤海由辽东半岛相隔。